# Culgaith
Culgaith är en by (village) och en civil parish i Cumbria i nordvästra England. Orten har 721 invånare (2001). Det inkluderar Skirwith, Blencarn och Kirkland.